# Limingen
Der Limingen (südsamisch: Lyjmede) ist der achtgrößte Binnensee Norwegens. Er befindet sich in den Kommunen Røyrvik und Lierne in Trøndelag.
Im See gibt es Saiblinge und Forellen. In den 1970er-Jahren siedelten sich auch Elritzen an.
Der Limingen wird reguliert und zeigt in Folge Wasserstandsschwankungen von 8,7 m. In Røyrvik befindet sich das Røyrvikfoss kraftverk. Im Süden bei der Ortschaft Limingen wird das Wasser durch einen Tunnel über das Tunnsjø kraftverk zum Tunnsjøen geleitet.